# Светонедељски Брег
Светонедељски Брег (хрв. Svetonedeljski Breg) је насељено место у саставу града Света Недеља, Загребачка жупанија, Хрватска.

## Историја
До територијалне реорганизације у Хрватској био је у саставу старе загребачке приградске општине Самобор.

## Становништво
У попису становништва из 2011. године, Светонедељски Брег је имао 177 становника.
| Број становника према пописима | Број становника према пописима | Број становника према пописима | Број становника према пописима | Број становника према пописима | Број становника према пописима | Број становника према пописима | Број становника према пописима | Број становника према пописима | Број становника према пописима | Број становника према пописима | Број становника према пописима | Број становника према пописима | Број становника према пописима | Број становника према пописима | Број становника према пописима |
| ------------------------------ | ------------------------------ | ------------------------------ | ------------------------------ | ------------------------------ | ------------------------------ | ------------------------------ | ------------------------------ | ------------------------------ | ------------------------------ | ------------------------------ | ------------------------------ | ------------------------------ | ------------------------------ | ------------------------------ | ------------------------------ |
| 1857                           | 1869                           | 1880                           | 1890                           | 1900                           | 1910                           | 1921                           | 1931                           | 1948                           | 1953                           | 1961                           | 1971                           | 1981                           | 1991                           | 2001                           | 2011                           |
| 121                            | 139                            | 182                            | 104                            | 97                             | 181                            | 135                            | 183                            | 211                            | 209                            | 193                            | 179                            | 142                            | 153                            | 154                            | 177                            |

Напомена: До 1900. исказивано под именом Брег, од 1910. до 1981. под именом Недјељски Бријег, а 1991. Недјељски Брег. Од 1857. до 1880. садржи податке за село Јагњић Дол.